# Starmarket (musikalbum)
Starmarket är Starmarkets självbetitlade debutalbum, utgivet 1995 på Dolores Recordings.

## Låtlista
1. "Your Style"
2. "Chuck"
3. "Unwanted"
4. "Parking Lot"
5. "Hollowminded"
6. "Orbit"
7. "Cozy and Warm"
8. "Fuss"
9. "Amber"
10. "November"
11. "Marrowsucker"
12. "Scattered"

## Personal

### Medverkande musiker
- Patrik Bergman
- Fredrik Brändström
- Ove
- Tomas

### Övrig
- Peter in de Betou - mastering
- Jörgen - foto
- Lars - inspelning, mixning
- Vacation Art - design